# Erebus albidosuffusa
Erebus albidosuffusa är en fjärilsart som beskrevs av Embrik Strand 1914. Erebus albidosuffusa ingår i släktet Erebus och familjen nattflyn. Inga underarter finns listade i Catalogue of Life.